# Thomas Bothwell Butler
Thomas Bothwell Butler (* 11. Januar 1866 im Union County, South Carolina; † 5. Januar 1931 ebenda) war ein US-amerikanischer Politiker. Zwischen 1927 und 1931 war er Vizegouverneur des Bundesstaates South Carolina.
Die Quellenlage über Thomas Butler ist sehr schlecht. Auch seine aus Find a Grave übernommenen Lebensdaten sind nur unter Vorbehalt zu betrachten, da dort nicht explizit auf den Vizegouverneur hingewiesen wird. Sicher ist: Butler war Rechtsanwalt und Mitglied der Demokratischen Partei. 1926 wurde er an der Seite von John Gardiner Richards zum Vizegouverneur von South Carolina gewählt. Dieses Amt bekleidete er zwischen 1927 und 1931. Dabei war er Stellvertreter des Gouverneurs und Vorsitzender des Staatssenats.